# École alsacienne
Școala Alsaciană (franceză École alsacienne) este o instituție de învățământ privată, laică, aflată sub un contract de asociere cu statul, fondată în 1874 în arondismentul 6 din Paris. Oferă educație de la grădiniță până la clasa a XII-a.

## Istorie

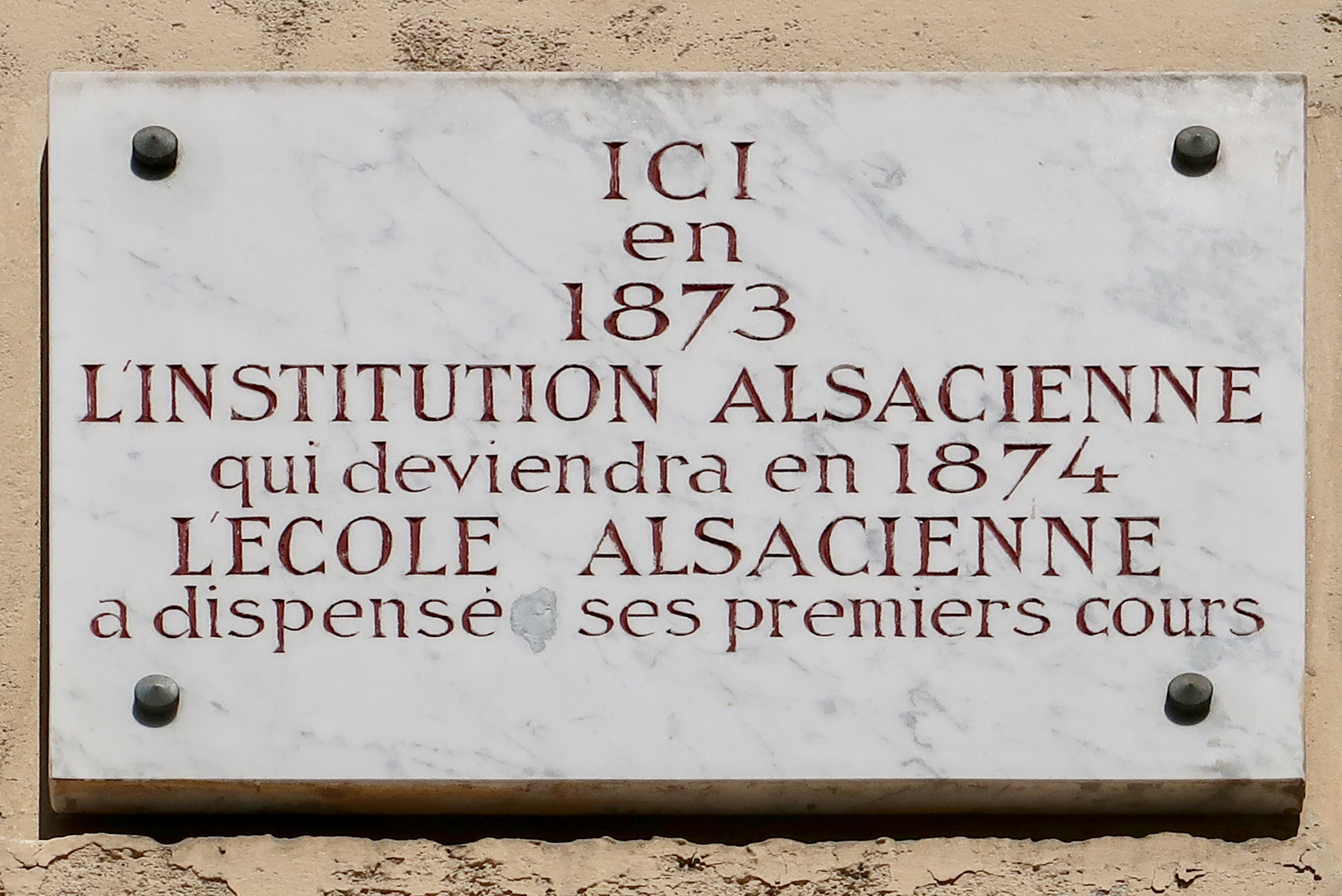
Placă situată la numărul 36, rue des Écoles (arondismentul 5 din Paris), unde instituția care va deveni Școala Alsaciană a susținut primele sale cursuri, în 1873.

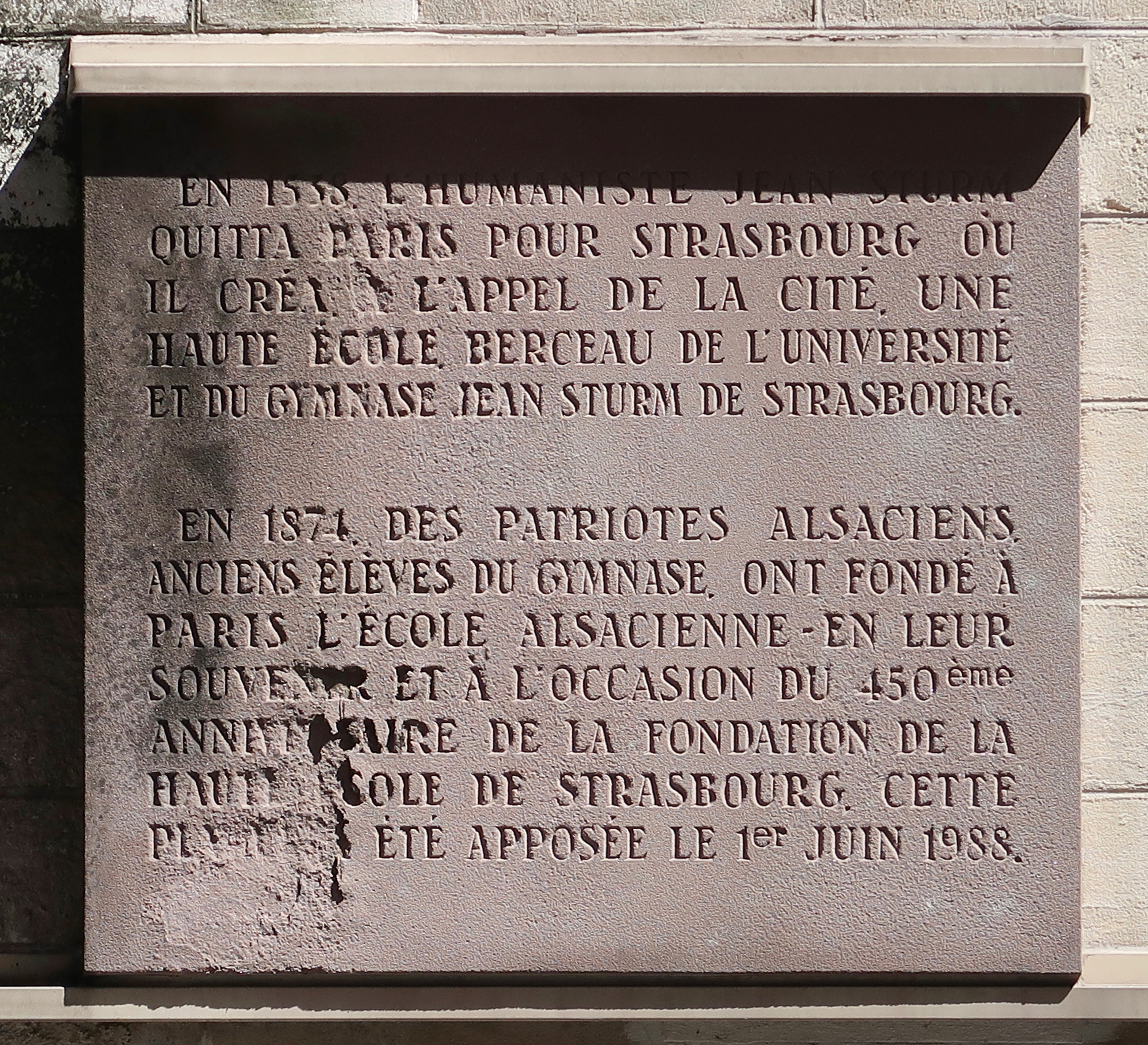
Placă situată la numărul 109, rue Notre-Dame-des-Champs, care amintește filiația școlii cu umanistul Jean Sturm.

După anexarea Alsaciei-Moseliei de către Imperiul German, în urma înfrângerii Franței din 1870, pedagogi și universitari alsacieni protestanți refugiați la Paris au fondat în 1874 Școala Alsaciană, care a succedat unei alte instituții școlare create cu trei ani mai devreme.
Această nouă școală este o instituție de învățământ secundar care se inspiră din modelul gimnaziului protestant strasbourghez Jean-Sturm, având ambiția de a „forma un tip de om cultivat care să îmbine virtuțile sufletului regional cu calitățile generale ale umanistului”. Primii doi directori ai școlii, Frédéric Rieder (din 1874 până în 1891) și Théodore Beck (din 1891 până în 1922), au fost pastori, foști elevi ai gimnaziului Jean-Sturm.
În 1871, instituția s-a instalat temporar pe rue des Écoles, unde a găzduit o clasă elementară. În 1874, s-a mutat pe avenue Vavin nr. 3 și a luat numele de Școala Alsaciană. În 1891, având deja patru clase, școala s-a stabilit pe amplasamentul actual, accesibil prin numerele 107-109 de pe rue Notre-Dame-des-Champs și 128 de pe rue d'Assas. În jurul unui hotel particular din cărămidă și piatră, în stil eclectic, construit de arhitectul F. Boison în 1883, au fost adăugate mai multe clădiri în secolul următor.
Școala Alsaciană a fost condusă de Henri Péquignat (1922-1936), Jacques Vallette (1936-1945), Jean Neel (1945-1953), Georges Hacquard (1953-1986), Jean-Pierre Hammel (1986-1988), René Fuchs (1988-2001) și Pierre de Panafieu (din 2001).
Școala a devenit foarte rapid unul dintre laboratoarele învățământului public, recunoscută ca o „școală pilot”. Laică din 1874 și mixtă din 1903, a pus accent încă de la început pe importanța limbii franceze (în detrimentul latinei) și a limbilor străine. În 1881, a deschis un gimnaziu și un laborator științific. În ianuarie 1924, un monument dedicat foștilor elevi și profesori căzuți în timpul Primului Război Mondial a fost inaugurat de președintele Alexandre Millerand. Metodele audiovizuale au fost introduse în 1963, odată cu instalarea unui circuit închis de televiziune. Informatica a început să se dezvolte încă de la sfârșitul anilor 1980.
De la grădiniță până la clasa a XII-a, Școala Alsaciană face parte dintre instituțiile pariziene de renume. De-a lungul istoriei sale, elevii Școlii Alsaciene provin din ce în ce mai mult din clasele favorizate ale populației, datorită caracterului selectiv al procedurilor de admitere și, într-o măsură mai mică, costului. Instituția oferă relativ puține locuri pentru integrarea elevilor în timpul parcursului școlar, deoarece mulți dintre aceștia își desfășoară întreaga școlaritate aici. Școala a luat în considerare deschiderea unei instituții la Argenteuil, însă proiectul nu a fost finalizat din lipsă de finanțare. În 2011, a fost creat un parteneriat cu colegii din Seine-Saint-Denis și Val-de-Marne.

## Pedagogie

### Generalități
Școala promovează metode active de predare, punând dezvoltarea armonioasă a copilului în centrul sistemului educațional, inclusiv prin modul în care sunt organizate spațiile. Educația sportivă, artele plastice și muzica sunt valorizate, de exemplu, prin crearea unei clase cu orar adaptat pentru studiul muzicii la nivel gimnazial.
Pentru a responsabiliza elevii și familiile, școala aplică încă de la început o pedagogie fără sancțiuni sau recompense. Nu există medii generale și nici ierarhizare între materii.
Limbile ocupă un loc important în procesul de învățământ. Germana (în primii ani ai școlii) și, din 1963, chineza sunt predate. Cursurile de limba engleză sunt obligatorii începând din ciclul primar, iar studiul intensiv al limbilor este practicat la gimnaziu și liceu, în special prin intermediul secțiunilor europeană (engleză sau germană intensivă) și orientală (chineză intensivă).
„Discuția” („causerie”) este o particularitate pedagogică a Micului Colegiu (școala primară), care constă în invitarea fiecărui elev să aleagă un subiect care îl interesează, pe care să lucreze pe parcursul întregului an și pe care să îl prezinte clasei la final.

### Cost
Fiind o instituție privată sub contract de asociere cu statul, școlarizarea este contra cost, în valoare de 3 288 de euro pe an (în 2022); totuși, există burse disponibile. Admiterea este selectivă: în 2014, pentru 300 de dosare depuse pentru clasa a VI-a, erau disponibile 60 de locuri. În 2021, liceul a primit 1 500 de candidaturi pentru 230 de locuri.

### Limbi predate
- Engleză: Începând din ciclul primar, ca LV1 din clasa a VI-a, cu un curs special destinat elevilor bilingvi, de la clasa pregătitoare până la terminală.
- Germană: LV2 începând din clasa a VI-a.
- Chineză: LV2 începând din clasa a VI-a, cu secțiunea orientală (chineză intensivă) din clasa a X-a.
- Spaniolă: LV2 din clasa a V-a sau LV3 din clasa a X-a.
- Italiană: LV2 din clasa a V-a.
- Rusă: LV3 din clasa a V-a.
- Grecă veche: O opțiune începând cu clasa a X-a.
- Latină: Obligatorie în clasa a V-a și opțională din clasa a VIII-a.

## Clasamentul liceului
În 2015, conform L'Express, liceul s-a clasat pe locul 12 din 109 la nivel departamental în ceea ce privește calitatea învățământului și pe locul 130 la nivel național. Clasamentul s-a bazat pe trei criterii:
- Rata de promovare la bacalaureat.
- Proporția elevilor de clasa a XI-a care obțin bacalaureatul după ce și-au finalizat ultimele două clase în instituție.
- „Valoarea adăugată” a liceului, calculată pe baza originii sociale a elevilor, a vârstei lor și a rezultatelor obținute la diploma națională de brevet.

În 2021, școala s-a clasat pe locul 79 la nivel național în clasamentul celor mai bune licee, conform Le Figaro.
În 2024, școala s-a clasat pe locul 6 la nivel național în clasamentul celor mai bune licee (clasament bazat pe rezultatele la bacalaureat), conform Le Figaro Étudiant.

## Localizare
Școala este situată la numărul 109, rue Notre-Dame-des-Champs, în arondismentul 6 din Paris (intrarea pentru Micul Colegiu și clasele a XI-a și a XII-a se află la numărul 128, rue d’Assas), în apropiere de Port-Royal și de grădina Luxemburg.

## Personalități legate de liceu
Dincolo de elevii Școlii Alsaciene care au avut cariere remarcabile în domeniul cultural, mediatic sau politic, instituția este cunoscută și pentru faptul că primește copii ai unor personalități din sfera publică sau privată.
Printre absolvenții Școlii Alsaciene se numără:
- Jean Francis Auburtin (1866 - 1930), pictor francez.
- Pierre Louÿs (1870 - 1925), scriitor francez. A mai fost cunoscut și sub numele Pierre Chrysis, Peter Lewys și Chibrac.
- Adrien Bertrand (1888 – 1917), scriitor francez care a câștigat Premiul Goncourt în 1958.
- Michel Piccoli (1925 – 2020), actor francez.
- Michel Rocard (1930 - 2016), om politic francez, membru al Parlamentului European în perioada 1999-2004 din partea Franței. A fost prim-ministru al Franței în perioada 10 mai 1988 – 15 mai 1991.
- Jean-Paul Belmondo (1933 – 2021), cunoscut și ca Bébel, a fost un actor de film și de teatru, cascador și producător francez.
- Catherine Allégret (1946 - ), actriță și scriitoare franceză.
- Thierry Breton (1955 - ), om de afaceri francez, politician, scriitor și fost comisar pentru piața internă al Uniunii Europene din 2019 până în 2024. Breton a fost vicepreședinte și CEO al Groupe Bull⁠ (1996–1997), președinte și CEO al Thomson-RCA (1997–2002) și președinte și CEO al France Télécom (2002–2005). În 2005 a intrat în politică ca ministru al Economiei, Finanțelor și Industriei (2005–2007) în guvernele prim-miniștrilor Jean-Pierre Raffarin și Dominique de Villepin, în timpul președinției lui Jacques Chirac. Din 2007 până în 2008, a fost profesor la Harvard Business School⁠ înainte de a se alătura grupului Atos din 2009 până în 2019 ca CEO al acestuia.
- Gabriel Attal (1989 - ), politician francez, fost prim-ministru al Franței.
- Joyce Jonathan (1989 - ), cântăreață, interpretă și compozitoare de muzică pop și folk de origine franceză.